# Думешти (Васлуй)
Думешти (рум. Dumești) — коммуна в составе жудеца Васлуй (Румыния).

## Состав
В состав коммуны входят следующие населённые пункты (данные о населении за 2002 год):
- Думешти (рум. Dumești) — 2217 жителей
- Валя Маре (рум. Valea Mare) — 801 житель
- Думештий Веки (рум. Dumeștii Vechi) — 537 жителей
- Скинетя (рум. Schinetea) — 82 жителя

## География
Коммуна расположена в 283 км к северу от Бухареста, 40 км к северо-западу от Васлуя, 40 км к юго-западу от Ясс.

## Население
По данным переписи населения 2002 года в коммуне проживали 3637 человек.

### Национальный состав
| Национальность | Кол-во человек | Процент |
| -------------- | -------------- | ------- |
| Румыны         | 3405           | 93,6%   |
| Цыгане         | 229            | 6,3%    |
| Венгры         | 3              | 0,1%    |

### Родной язык
| Язык       | Кол-во человек | Процент |
| ---------- | -------------- | ------- |
| Румынский  | 3435           | 94,4%   |
| Цыганский  | 199            | 5,5%    |
| Венгерский | 3              | 0,1%    |

### Вероисповедание
| Вероисповедание | Кол-во человек | Процент |
| --------------- | -------------- | ------- |
| Православные    | 3633           | 99,9%   |
| Римо-католики   | 3              | 0,1%    |
| Греко-католики  | 1              | < 0,1%  |

## Политика
По результатам местных выборов 2016 года, местный совет коммуны состоит из 13 депутатов следующих партий:
| Партия                          | Количество депутатов |
| ------------------------------- | -------------------- |
| Социал-демократическая партия   | 7                    |
| Национальная либеральная партия | 3                    |
| Альянс либералов и демократов   | 1                    |
| Партия цыган "Про-Европа"       | 1                    |
| Альянс либералов и демократов   | 1                    |